# Jemadia
Jemadia es un género de lepidópteros ditrisios de la subfamilia Pyrginae  dentro de la familia Hesperiidae.

## Especies
- Jemadia brevipennis
- Jemadia fallax
- Jemadia gnetus
- Jemadia hewitsonii
- Jemadia hospita
- Jemadia menechmus
- Jemadia pater
- Jemadia pseudognetus
- Jemadia scomber
- Jemadia sosia